# HotJava
HotJava (позднее переименован в HotJava Browser во избежание путаницы в названиях с HotJava Views) — модульный, расширяемый веб-браузер от компании Sun Microsystems, написанный на языке Java. Это был первый браузер, который поддерживал технологию Java-апплетов; он служил для Sun демонстрационной платформой для новых (тогда) технологий. Разработка была прекращена, и в настоящее время браузер больше не поддерживается.

## История
В 1994 году команда разработчиков Java начала писать WebRunner (клон браузера Mosaic). В качестве платформы использовался язык программирования Java. Название WebRunner — дань фильму Blade Runner.
Первая публичная демонстрация WebRunner была сделана Джон Гейджем (John Gage) и Джеймсом Гослингом на конференции Technology Entertainment Design" в Монтеррее (штат Калифорния) в 1995 году. Переименованный в HotJava, браузер был официально анонсирован в мае того же года на конференции SunWorld.

## Использование
HotJava имел (относительно) более ограниченную функциональность, чем другие браузеры того времени.
HotJava страдал от ограничений производительности тогдашних реализаций Java-машин (как в отношении скорости, так и по памяти), поэтому его работа была сравнительно медленной.